# 春さらば
『春さらば〜おばあちゃん 天国に財布はいらないよ・介護詐欺女vsしたたか老人の逆襲!金がなくても幸せなんて嘘?』（はるさらば おばあちゃん てんごくにさいふはいらないよ かいごさぎおんなバーサスしたたかろうじんのぎゃくしゅう かねがなくてもしあわせなんてうそ）は、2009年3月25日の21:00－23:18、テレビ東京開局45周年記念番組として放送された、単発スペシャルのテレビドラマ。主演は夏川結衣。

## ストーリー
訪問介護員かすみと老人たちとの物語。ある日要介護のりくの預金が引き出され、疑いはかすみの方へ向く。

## キャスト
新城かすみ
演 - 夏川結衣
シングルマザーの訪問介護員。横領の前科あり。
高宮充
演 - 小泉孝太郎
世田谷南署の刑事。かすみを追い続ける。
富山聡子
演 - 高橋ひとみ
りくの息子の嫁。関係が悪い。
富山健一
演 - 伊藤正之
海野悟
演 - 塚本高史
洋二の息子。
菊池清二
演 - 温水洋一
長浜祥子
演 - 大路恵美
草野キミエ
演 ‐ 村松恭子
鈴木陽子
演 ‐ 一青妙
牛島一郎
演 ‐ 芹沢礼多
富山翔太
演 ‐ 神谷涼太
浜崎静江
演 - 山村美智
新城まゆ
演 - 畠山彩奈
鯨井美代子
演 ‐ 喜多道枝
海野洋二
演 - 原田芳雄
元不動産会社社長。寄付のためにかすみに300万円を預ける。
原川昭
演 - 山本學
元中学校美術教師。死の直前にかすみに自分の描いた絵を渡した。
富山りく
演 - 市原悦子
元酒店経営。
その他
- 七谷明日香
- 宇高志保
- 七園未梨

ほか

## スタッフ
- 脚本：井上由美子
- 監督：阿部雄一
- 音楽：羽毛田丈史
- 選曲：石井和之
- 音響効果：スポット
- 技術協力：エスブイエス、ビデオスタッフ
- 照明協力：ザ・ホライズン
- 美術協力：テレビ朝日クリエイト
- 編集・MA：バウムレーベン
- プロデューサー：橋本かおり、朝倉雅彦、井上由紀
- 制作プロダクション：ザ・ワークス
- 制作：テレビ東京、博報堂DYメディアパートナーズ

## 受賞歴
- 2009年日本民間放送連盟賞 テレビドラマ種目 優秀賞[1]